# Aspergillus brunneouniseriatus
Aspergillus brunneouniseriatus är en svampart som beskrevs av Suj. Singh & B.K. Bakshi 1961. Aspergillus brunneouniseriatus ingår i släktet Aspergillus och familjen Trichocomaceae.  Utöver nominatformen finns också underarten nanus.